# Scuola Italiana Arturo Dell'Oro
La Scuola Italiana Arturo Dell'Oro es un establecimiento educacional ubicado en la ciudad de Valparaíso, Región de Valparaíso (Chile). En 2003 abrió una segunda sede en la ciudad de Viña del Mar. Cuenta con una matrícula aproximada de 1000 alumnos, distribuida en cursos de Educación de Párvulos, Educación Básica y Enseñanza Media, y posee una planta docente de 77 profesores.

## Historia de la Scuola
El origen de la Scuola se remonta al 12 de octubre de 1912, con la fundación de la Società Italiana d’Istruzione (SIDI). Tiene como antecedentes la fundación de instituciones educativas de inmigrantes italianos como el Collegio Convitto Italiano (1886), la escuela que funcionaba en la Sesta Compagnia Pompieri (1896) y el Istituto Italiano de Playa Ancha.
Durante su visita a Valparaíso en 1932, el delegado de los italianos en el exterior, Piero Parini, se comprometió a enviar una profesora desde Italia para hacerse cargo de la dirección de la futura Scuola Italiana. La profesora italiana llegó a los pocos meses, procediéndose a la habilitación de un inmueble en la Av. Francia de la ciudad, y a la contratación de las primeras profesoras. Las clases se iniciaron en marzo de 1933 con 128 alumnos.
La escuela recibe el nombre de Arturo Dell’Oro, un joven aviador voluntario ítalo-chileno, que murió defendiendo a Italia durante la Primera Guerra Mundial. Como regalo de fundación, llegó desde Italia una estatua del héroe genovés del siglo XVIII Giovan Battista Perasso, conocido como Balilla. En 1936 llegó un nuevo director, Hermes Ponzani, desde Italia, quien procedió al traslado de la Scuola a su nueva sede. En 1939 se decidió la construcción del actual edificio, que comenzó a levantarse en 1940 a cargo de los arquitectos David Cuneo y Jorge López, inspirados en los principios del racionalismo italiano. En 1942 se inauguró el actual edificio, que sufrió algunas modificaciones en los años 1950.
En 1961 un incendio afectó al edificio de la Scuola, destruyendo el Aula Magna. En los años sucesivos, la SIDI adquirió nuevos terrenos, adyacentes a la Scuola, para permitir la ampliación del inmueble, que comenzó en 1973 y se tradujo en nuevas salas de clases, diversos patios (tanto abiertos como techados), un taller de carpintería y bodegas ubicadas en el subterráneo. En 1979 la SIDI se hizo con los terrenos del ex Café Checo, y en 1981 incorporó los terrenos de la Compañía de Cervecerías Unidas (CCU), ocupando en total el 97 % de la manzana entre las calles Pedro Montt, Simón Bolívar, San Ignacio y Chacabuco. En dichos terrenos se construyó un gimnasio en 1985, y se inauguraron los jardines de la escuela. En años sucesivos, se construyeron una biblioteca, un casino, un laboratorio de informática, una capilla y un nuevo gimnasio. Finalmente, en 2003 la SIDI inauguró la sede de Viña del Mar.